# Katrin Wagner-Augustin
Katrin Wagner-Augustin, född 13 oktober 1977 i Brandenburg, Östtyskland, är en tysk idrottare inom kanotsprint. Hon har tävlat sedan slutet av 1990-talet. Sedan dess har hon vunnit fyra OS-titlar, 10 VM, 11 EM och 49 tyska nationella mästerskap. Vid avslutningsceremonin av OS i Peking 2008, var hon klädd i tyska flaggan. Wagner-Augustin har blivit vald till årets kvinnliga idrottare 2006 samt 2008 i Brandenburg. Hon gifte sig 2004 med sin lagkamrat Lars Augustin.